# 768年
| 千纪： | 1千纪                                                                                           |
| 世纪： | 7世纪 \| 8世纪 \| 9世纪                                                                         |
| 年代： | 730年代 \| 740年代 \| 750年代 \| 760年代 \| 770年代 \| 780年代 \| 790年代                       |
| 年份： | 763年 \| 764年 \| 765年 \| 766年 \| 767年 \| 768年 \| 769年 \| 770年 \| 771年 \| 772年 \| 773年 |
| 纪年： | 戊申年（猴年）；唐大曆三年；南诏赞普钟十七年；日本神護景雲二年；渤海国大興三十一年              |

## 大事记
- 李懷仙為其部下朱希彩、朱泚、朱滔等所殺，此三人相繼為節度使。
- 吐蕃攻邠州、靈州，馬璘、李抱玉、白元光、李晟率軍抵禦。
- 矮子丕平9月薨。及至10月，纽斯特里亚（西法兰克）归其长子查理曼，在努瓦永登基；奥斯特拉西亚（东法兰克）归次子卡洛曼一世（751年－771年，20岁），在蘇瓦松登基。

## 出生
- 韩愈，唐朝文学家
- 薛濤，唐朝文学家

## 逝世
- 9月24日——矮子丕平。
- 李懷仙，唐代藩鎮，幽州節度使。